# 로버트 블레커
로버트 블레커(Robert A. Blecker)는 미국 경제학자이면서 아메리카대학교(American University) 경제학과 교수이다. 그는 또한 아메리카대학교 국제관계학과(School of International Service)와 라틴 아메리카 센터(Center for Latin American and Latino Studies) 소속 교수이자 경제정책연구소(Economic Policy Institute)와 정치경제연구소(Political Economy Research Institute)의 연구자이다. 그의 연구는 포스트 케인지안 경제학(post-Keynesian)과 네오칼레츠키안 거시경제학(neo-Kaleckian macroeconomics), 개방 경제 거시경제학(open economy macroeconomics), 국제 무역 이론과 정책, 글로벌 불균형과 미국 무역 수지 적자, 북미자유무역협정, 멕시코 경제, 수출 주도 성장 및 제한된 성장의 국제수지이론 분야에 공헌을 해왔다.